# Verbundfolie
Verbundfolie ist eine mehrschichtige Verpackungsfolie, aus der flexible Verpackungen gemacht werden. Die einzelnen Folienschichten werden üblicherweise extrudiert oder kaschiert bzw. laminiert. Die Verpackungen finden hauptsächlich in der Lebensmittelindustrie Verwendung.

## Aufbau
Der Aufbau dieser Verbundfolie besteht aus einzelnen Schichten, welche für den jeweiligen Anwendungsfall spezifiziert werden. Durch eine lösemittelfreie oder auch lösemittelhaltige Kleberkaschierung erfolgt der Aufbau der einzelnen Mono-Folien zum Verbund. Auch Extrusionskaschierung oder auch Extrusionsbeschichtung – wenn auch seltener heutzutage – kommt noch zum Einsatz.

### Trägerschichten
Die Trägerfolie ist die Folienschicht, welche für die Bedruckung der Folie herangezogen wird. Die Verbundfolie kann mit einer zusätzlichen Barriereschicht ausgestattet werden, wenn die Trägerfolie nicht schon genügend Eigenbarriere aufweist. Die zusätzliche Barriereschicht kann dann in die Siegelfolie eingebracht werden. Üblicherweise wird dafür EVOH – eingebettet in PE – verwendet.
Trägerfolien sind auch mit kleiner, mittlerer und höheren Barriere ausstattbar.
Bei einem 2-Schicht Verbund spricht man von Duplex bei 3-Schicht von Triplex Verbundfolien.
Die kaschierten Verbundfolien werden beim Thermoformen als Oberfolie und seltener als Unterfolie eingesetzt.
Auch als Schalensiegelfolie für sogenannte Tray-Sealer (versiegeltes Tablett oder Schale) werden Verbundfolien eingesetzt. Verbundfolien für Schlauchbeutelmaschinen – horizontal und vertikal erfüllen schon seit vielen Jahren ihren Einsatzzweck und zwar als Schlauchbeutelfolien.
Die Verbundfolien haben je nach Träger verschiedene Eigenschaften.
Die Folien können bestehen aus:
- Polyester
- Zellglas
- Aluminium als Barriereschicht (undurchlässige Schicht)
- hydrophobiertem Papier als Innenseite von Buttereinwickelfolie
- Polyamid
- Polypropylen oder
- Polyvinylchlorid

## Metallisierte Folien
Metallisierte Folien werden mit Hochvakuum-Metallbedampfung, Laminieren oder Kaschieren erzeugt. Sie schützen vor Licht, Wärmestrahlung, UV-Strahlung, Lösungsmitteln, Fetten und Ölen, Wasserdampf und Gasen wie Sauerstoff und Kohlendioxid.
Außer bei Lebensmittelverpackungen (Tetrapak, MPET) finden metallisierte Folien als Rettungsdecken, Isolierfolien, Sonnenschutzfolien und Dampfsperren Anwendung.